# Broteochactas cauaburi
Espèce
Broteochactas cauaburi est une espèce de scorpions de la famille des Chactidae.

## Distribution
Cette espèce est endémique d'Amazonas au Brésil. Elle se rencontre dans le bassin du rio Cauaburi.

## Description
La femelle holotype mesure 24,7 mm.

## Étymologie
Son nom d'espèce lui a été donné en référence au lieu de sa découverte, le rio Cauaburi.

## Publication originale
- Lourenço, Araújo & Franklin, 2010 : Further additions to the chactid scorpions of Brazilian Amazonia (Arachnida: Scorpiones: Chactidae). Boletin de la Sociedad Entomológica Aragonesa, vol. 47, p. 135-138 (texte intégral).